# СКІФ (БПЛА)
СКІФ (SKIF) — український безпілотний літальний апарат, розроблений компанією Culver Aviation. Запущений у серійне виробництво у 2021 році.

## Опис
БпЛА «Скіф» — цивільний безпілотник типу «літаюче крило». Сконструйований для аерофотозйомки. Застосовується для моніторингу поверхні землі і картографування в інтересах аграріїв, служби надзвичайних ситуацій, комерційних та державних компаній.
Обладнаний бортовим геодезичним приймачем з технологією real-time kinematic (RTK) і post processing kinematic (PPK) глобальної навігаційної супутникової системи (GNSS), який дозволяє отримувати результати з точністю до 1 см. На БпЛА «Скіф» встановлена камера для картографування, матриця якої має роздільну здатність 61 МР. Корпус БпЛА виконаний з композитних матеріалів. Має знімні консолі для полегшення транспортування. Система запуску – за допомогою еластичної катапульти. Система приземлення – за допомогою парашуту. 
Стійкий до погодних умов. Може виконувати польотні завдання за вітрового навантаження до 12 м/с та за температури повітря -10...+40°C.

## Історія розробки
Перший прототип БпЛА «Скіф» був створений у 2016 році як цивільна версія розвідувального безпілотника Patriot, який розробило науково-виробниче підприємство ITEC (назва компанії Culver Aviation до отримання інвестицій від холдингу TECHIIA). Для виконання комерційних завдань безпілотник Patriot було адаптовано: при збереженні корпусу, двигуна та батареї, було прибрано тепловізор та замінено відеокамеру камерою для повнокадрового картографування.  
Як зазначає засновник та CEO Culver Aviation Олександр Даниленко, БпЛА «Скіф», запущений у серійне виробництво у 2021 році, є восьмим поколінням літака з моменту його створення. 

## Російське вторгнення в Україну
На початку повномасштабного вторгнення Culver Aviation передала Збройним силам України шість БпЛА «Скіф». Також компанія відкрила на заході України власну Школу операторів дронів для навчання всіх бажаючих навичкам керування безпілотними літальними апаратами. 
Після деокупації населених пунктів Київської та Чернігівської області, Culver Aviation за допомогою БпЛА «Скіф» обстежує завдані РФ руйнування в рамках проєктів RussiaPay та RebuildUA. У серпні 2022 року стало відомо про закупівлю 80 БпЛА «Скіф» для Армії дронів. 

## Характеристики
Безпілотний літальний апарат СКІФ має 8 характеристик
- Розмах крил – 1.5 м
- Злітна вага – 3.8 кг
- Протяжність польоту – до 130 км
- Тривалість польоту – до 120 хв
- Крейсерська швидкість – 70 км/год
- Максимальна висота польоту – до 2000 м
- Робоча висота польоту – 50-500 м
- Камера для повнокадрового картографування з роздільною здатністю 61 MP
- Безперервна зйомка – 30FPS
- Розмір зображення (пікселі) – до 9504х6336